# Sinornitozaver
Sinornitozaver (znanstveno ime Sinornithosaurus) je bil rod pernatih dromeozavridov iz obdobja zgodnje krede (natančneje iz zgodnjega aptija, tj. od 124-122 milijonov let), ki so prebivali na formaciji Yixian, danes Kitajska. Do leta 1999 je bil to peti odkriti rod pernatih dinozavrov, ki ni spadal med ptiče.
Raziskave so pokazale, da so bili med dromeozavridi dokaj primitivno razviti, poleg tega pa so lobanja in ramena podobni praptiču in ostalim pripadnikom klada Avialae. Zgodnejši dromeozavridi so bili torej bolj podobni ptičem kot poznejši, kar pa tudi govori proti teoriji, po kateri naj bi se ptiči razvili iz dinozavrov, saj so se, sodeč po fosilnih ostankih, prvi razvili prej kot pa ptičem podobni dinozavri (za podrobnosti glej časovni paradoks).
Dinozavri iz tega rodu so spadali med najmanjše dromeozavride z višino okoli 90 cm. Verjetno so bili katemeralni, tj. aktivni podnevi v kratkih intervalih.
Skupina znanstvenikov je leta 2009 izpostavila možnost, da so bili ti dromeozavridi strupeni, kar bi bilo prvo tovrstno odkritje pri dinozavrih. Do te hipoteze so prišli na osnovi nekaterih značilnosti lobanje, in sicer nenavadno dolgih zob z globokimi žlebovi na zunanji površini, kar je značilnost strupenih živali, ter kotanje v čeljustnici nad temi zobmi, v kateri bi se lahko nahajale strupne žleze. Predlagano je bilo, da so se dromeozavridi specializirali za lov na majhni plen, s strupniki pa so ugriznili žrtev in jo tako onesposobili, podobno kakor današnje strupenjače. Njihova strupenost je sicer še vedno predmet razprav.